# شب و گربه و زیرطاقی
شب و گربه و زیر طاقی نمایشنامه‌ای از محمد چرمشیر است، که در سال۱۳۶۴ نوشته شده و در سال ۱۳۸۱ توسط انتشارات صنوبر و مجله دوران به‌چاپ رسیده است، این نمایشنامه در سال ۱۳۷۳ با کارگردانی محمد اطبایی به‌روی صحنه رفته است.
اجرای این نمایشنامه بارها در سالن‌های مختلف به‌روی صحنه رفته‌است.